# Renato De Sanzuane
Renato De Sanzuane (* 5. März 1925 in Venedig; † 23. Juni 1986 ebenda) war ein italienischer Wasserballspieler. Er war Olympiadritter 1952 sowie Europameisterschaftsdritter 1954.

## Karriere
Renato De Sanzuane spielte für Rari Nantes Camogli.
Bei den Olympischen Spielen 1952 in Helsinki gewann die italienische Nationalmannschaft ihre ersten sieben Spiele und verlor dann in der Finalrunde gegen die Ungarn und gegen die Jugoslawen. Die Ungarn erhielten die Goldmedaille, die Jugoslawen Silber und die Italiener Bronze. De Sanzuane wurde in sieben Spielen eingesetzt. Zwei Jahre später wurde De Sanzuane mit der italienischen Mannschaft auch bei der Wasserball-Europameisterschaft 1954 in Turin Dritter hinter den Mannschaften aus Ungarn und aus Jugoslawien. De Sanzuane warf insgesamt sechs Tore.